# Душек
Душек (пол. Duszek), Душинские (пол. Duszyński) — польский дворянский герб.

## Описание
В красном поле единорог вправо, с сизым голубем на голове. В навершии шлема выходящий единорог. 

## Герб используют
Герб, вместе с потомственным дворянством, ВСЕМИЛОСТИВЕЙШЕ пожалован Комиссару Варшавской Исполнительной Полиции Ивану Душинскому, за усердную службу, ВЫСОЧАЙШЕЮ Грамотою ГОСУДАРЯ ИМПЕРАТОРА И ЦАРЯ АЛЕКСАНДРА I, данною в 29 день Мая (10 июня) 1823 года.